# Sage Stephens
Sage Shane Stephens Lottering (Seshego, 8 aprile 1991) è un calciatore sudafricano, portiere dello Stellenbosch e della nazionale sudafricana.

## Caratteristiche tecniche
È un portiere.

## Carriera

### Club
Prodotto del settore giovanile del Moroka Swallows, nel 2010 approda in prima squadra.

### Nazionale
Il 29 ottobre 2024 riceve la sua prima convocazione dalla nazionale sudafricana. Il 19 novembre seguente esordisce con i Bafana Bafana da subentrato nella vittoria per 3-0 contro il Sudan del Sud.

## Palmarès

### Club

#### Competizioni nazionali
- MTN 8: 2

Moroka Swallows: 2012
Cape Town City: 2018
- Coppa di Lega sudafricana: 1

Stellenbosch: 2023